# Victor Nelsson
Victor Enok Nelsson (ur. 14 października 1998 w Hornbæk) – duński piłkarz grający na pozycji środkowego obrońcy we włoskim klubie AS Roma, do którego jest wypożyczony z Galatasaray SK.

## Kariera klubowa

### Początki
W wieku 4 lat Nelsson rozpoczął karierę piłkarską w Hornbæk IF, gdzie jego ojciec był trenerem. W 2010 został zauważony przez skautów FC Nordsjælland, 25 marca tego roku dołączył do młodzieżowej drużyny tego klubu.

### FC Nordsjælland
12 września 2016 zadebiutował w Superligaen w przegranym 1:3 meczu z Aarhus GF. W 87. minucie tego spotkania zastąpił Mathiasa Jensena. 14 października 2016 został przeniesiony do pierwszej drużyny klubu, podpisał z nią kontrakt do lata 2020 roku. 
Karierę piłkarską rozpoczął jako środkowy pomocnik, od spotkania 30 lipca 2017 z Aalborg BK zaczął grać jako środkowy obrońca. Pierwszego gola w Superligaen strzelił 15 kwietnia 2018 w przegranym 1:2 spotkaniu z FC Midtjylland. W barwach Nordsjælland rozegrał łącznie 90 ligowych spotkań, w których zdobył 2 bramki.

### FC København
5 lipca 2019 Nelsson został piłkarzem FC København. Podpisał z klubem kontrakt obowiązujący do lata 2024 roku. W sezonie 2019/20 doszedł wraz z zespołem z Kopenhagi do ćwierćfinału Ligi Europy. Łącznie w jego barwach w lidze duńskiej rozegrał 63 spotkania, strzelając w nich jedną bramkę.

### Galatasaray SK
11 sierpnia 2021 przeszedł do Galatasaray SK, podpisując z klubem 5-letni kontrakt. W Süper Lig zadebiutował 23 sierpnia 2021 w spotkaniu z Hatayspor (2:1). W sezonach 2022/23 oraz 2023/24 zdobył mistrzostwo Turcji.

### Wypożyczenie do AS Roma
W lutym 2025 Nelsson został wypożyczony na pół roku do AS Roma.

## Kariera reprezentacyjna
Nelsson karierę reprezentacyjną rozpoczął w 2016 w kadrze do lat 18. W 2019 i 2021 został powołany na mistrzostwa Europy do lat 21. Łącznie na tych turniejach rozegrał 7 spotkań. Od października 2019 do maja 2021 pełnił funkcję kapitana reprezentacji Danii do lat 21.
11 listopada 2020 zadebiutował w seniorskiej reprezentacji w wygranym 2:0 towarzyskim spotkaniu ze Szwecją. Rozegrał w nim pełne 90 minut. W 2022 został powołany na mistrzostwa świata. Rozegrał na nich jedno spotkanie, z Francją. W 2024 znalazł się w kadrze na mistrzostwa Europy, jednak ostatecznie został z niej wycofany z powodu kontuzji.

## Statystyki

### Klubowe
Stan na 7 lutego 2025
| Sezon   | Klub            | Kraj   | Rozgrywki   | Mecze | Bramki | Rozgrywki Europy                     | Mecze | Bramki |
| ------- | --------------- | ------ | ----------- | ----- | ------ | ------------------------------------ | ----- | ------ |
| 2016/17 | FC Nordsjælland | Dania  | Superligaen | 23    | 0      | –                                    | –     | –      |
| 2017/18 | FC Nordsjælland | Dania  | Superligaen | 33    | 1      | –                                    | –     | –      |
| 2018/19 | FC Nordsjælland | Dania  | Superligaen | 34    | 1      | Liga Europy UEFA                     | 5     | 0      |
| 2019/20 | FC København    | Dania  | Superligaen | 34    | 0      | Liga Mistrzów UEFA, Liga Europy UEFA | 16    | 0      |
| 2020/21 | FC København    | Dania  | Superligaen | 27    | 1      | Liga Europy UEFA                     | 3     | 0      |
| 2021/22 | FC København    | Dania  | Superligaen | 2     | 0      | Liga Konferencji Europy UEFA         | 2     | 0      |
| 2021/22 | Galatasaray SK  | Turcja | Süper Lig   | 36    | 1      | Liga Europy UEFA                     | 8     | 0      |
| 2022/23 | Galatasaray SK  | Turcja | Süper Lig   | 33    | 0      | –                                    | –     | –      |
| 2023/24 | Galatasaray SK  | Turcja | Süper Lig   | 32    | 2      | Liga Mistrzów UEFA, Liga Europy UEFA | 10    | 0      |
| 2024/25 | Galatasaray SK  | Turcja | Süper Lig   | 11    | 0      | Liga Mistrzów UEFA, Liga Europy UEFA | 6     | 0      |

### Reprezentacyjne
Stan na 7 lutego 2025
| Reprezentacja | Rok     | Mecze | Bramki |
| ------------- | ------- | ----- | ------ |
| Dania         | 2020    | 1     | 0      |
| Dania         | 2021    | 1     | 0      |
| Dania         | 2022    | 6     | 0      |
| Dania         | 2023    | 2     | 0      |
| Dania         | 2024    | 6     | 0      |
| Ogólnie       | Ogólnie | 16    | 0      |